# Cadulus glans
Cadulus glans är en blötdjursart som beskrevs av Victor Scarabino 1995. Cadulus glans ingår i släktet Cadulus och familjen Gadilidae. Inga underarter finns listade i Catalogue of Life.